# دختری که در زمان پرش می‌کرد (فیلم)
دختری که در زمان پرش می‌کرد (ژاپنی: 時をかける少女 هپبورن: Toki o Kakeru Shōjo) یک فیلم سینمایی انیمه در ژانر علمی تخیلی و رمانتیک به کارگردانی مامورو هوسودا و نویسندگی ساتوکو اوکودرا و محصول سال ۲۰۰۶ کشور ژاپن است. دختری که در زمان پرش می‌کرد دنبالهٔ رمانی با همین نام به‌شمار می‌رود که در سال ۱۹۶۷، توسط تسوتسوی یاسوتاکا نوشته شده‌است. هسته اصلی داستان که دختری با قدرت سفر در زمان است پابرجا می‌باشد، اما شخصیت‌ها و داستان، با رمان آن متفاوت است.
دختری که در زمان پرش می‌کرد توسط استودیوی مدهاوس تولید و توسط کادوکاوا هرالد پیکچرز در ۱۵ ژوئیه ۲۰۰۶، در ژاپن منتشر شده‌است. فیلم با واکنش‌های مثبتی از سوی منتقدان همراه بود، و جوایز متعددی از جمله جایزه آکادمی فیلم ژاپن برای پویانمایی سال را برنده شد.

## داستان
ماکوتو کونو یک دختر ۱۷ ساله دبیرستانی که با خانواده‌اش در توکیو زندگی می‌کند. داستان از جایی شروع می‌شود که ماکوتو پیغامی را بر روی تخته سیاه دبیرستان خود می‌خواند و بدون اطلاع با شیء عجیبی شبیه به گردو برخورد می‌کند. او در هنگام برگشت به خانه با دوچرخه تعادل خود را از دست داده و با قطاری تصادف می‌کند، اما به زودی متوجه می‌شود که او توانایی سفر در زمان را دارد. در ابتدا ماکوتو تصمیم گرفت از این نیرو برای گرفتن نمرات بهتر در درس‌هایش استفاده کند و از اشتباهات و رویدادهای شخصی خود جلوگیری کند. اما به زودی متوجه شد تغییر دادن گذشته به این سادگی‌ها که فکرش را می‌کند نیست، و رفتارهای او دیگران را نیز تحت و شعاع قرار می‌دهد.

## شخصیت‌ها
- ماکوتو کوننو (به ژاپنی: 紺野真琴 Konno Makoto)
- چیاکی مامیئا (به ژاپنی: 間宮千昭 Mamiya Chiaki)
- کوسکه سودا (به ژاپنی: 津田功介 Tsuda Kousuke)
- یوری هایاکاوا (به ژاپنی: 早川友梨 Hayakawa Yuri)
- کاهو فوجیتانی (به ژاپنی: 藤谷果穂 Fujitani Kaho)